# Liste der Landesstraßen im Bezirk Weser-Ems
Diese Liste der Landesstraßen im Bezirk Weser-Ems ist eine Auflistung der Landesstraßen im zu Niedersachsen gehörenden ehemaligen Regierungsbezirk und heutigen statistischen Bezirk Weser-Ems. Als Abkürzung für diese Landesstraßen dient die Abkürzung L. Die weiteren niedersächsischen Landesstraßen stehen auf den folgenden Seiten:
- Liste der Landesstraßen im Bezirk Braunschweig
- Liste der Landesstraßen im Bezirk Hannover
- Liste der Landesstraßen im Bezirk Lüneburg

Die Bundesautobahnen und Bundesstraßen werden gestalterisch hervorgehoben.

## Liste
Der Straßenverlauf wird in der Regel von Nord nach Süd und von West nach Ost angegeben.
| Nr.   | Verlauf |
| ----- | --- |
| L 1   | / in Aurich – Haxtum – Rahe – Westerende-Kirchloog – Westerende-Holzloog – Ochtelbur – Riepe – – L 2 in Oldersum |
| L 2   | L 3/L 4 in Pewsum – Groothusen – Hamswehrum – Upleward – Campen – Loquard – Rysum – Wybelsum – Larrelt – Emden – Borssum – Jarßum – Widdelswehr – Petkum – Gandersum – Oldersum – L 1 – Rorichum – Woltersterborg – Terborg – in Neermoor                                      |
| L 3   | L 2/L 4 in Pewsum – Freepsum – Groß Midlum – Westerhusen – Hinte – in Harsweg |
| L 4   | – Norden – Süderneuland I – L 26 – Grimersum – Eilsum – L 25 – Jennelt – L 2/L 3 in Pewsum |
| L 5   | L 27 in Norden – Lintelermarsch – Ostermarsch – Junkersrott – Theener – Neßmersiel – L 7 – Dornumergrode – Dornumersiel – Westeraccumersiel – Grundeich – Bensersiel – L 8 – Ostbense – L 6                                                                                    |
| L 6   | in Lütetsburg – Hage – Berum – Blandorf-Wichte – Westerende – Arle – Nenndorf – Westerholt – L 7 – Schweindorf – Utarp – Westochtersum – Ostochtersum – Barkholt – Holtgast – L 10 – Esens – L 8 – Margens – Groß Holum – L 5 – Gröningerhäuser – in Carolinensiel             |
| L 7   | L in Dornumergrode – Dornum – Reersum – Schwittersum – Westerholt – L 6 – Terheide – Willmsfeld – Tannenhausen – in Aurich |
| L 8   | L 5 in Bensersiel – Esens – L 6 – L 10 – Neufolstenhausen – in Ogenbargen |
| L 10  | L 6 – L 8 – Esens – Mamburg – Stedesdorf – Burhafe – Abens – Blersum – Hattersum – Wittmund – |
| L 11  | in Wittmund – Isums – Leerhafe – Rispel – L 813 – L 12 – Reepsholt – Hesel – in Friedeburg |
| L 12  | L 11 in Rispel – Wiesedermeer – L 34 – Marcardsmoor – Wiesmoor – Neudorf – L 18 |
| L 14  | – Schirum – Ostersander – Westgroßefehn – Timmel – Warsingsfehn – / |
| L 15  | L 16 – Nendorp – Hatzum – Critzum – Midlum – Jemgum – Bingum – |
| L 16  | L 15 – Oldendorp – Ditzumerhammrich – Ditzumerverlaat – Bunderhammrich – Bunderhee – Bunde – / |
| L 17  | in Möhlenwarf – Tichelwarf – Boen (– Abzweig zur ) – Wymeer – Dünebroek – Staatsgrenze – (Niederlande) |
| L 18  | in Marx – Bentstreek – Ockenhausen – Poghausen – L 12 – Remels – L 24 – Klein-Remels – Klein-Hollen – L 827 in Hollen |
| L 21  | L 821 – – Terheide – Potshausen – Holterbarge – Holte – in Marienheil |
| L 24  | – Veenhusen – Hesel – Selverde – Remels – L 18 – Großsander – Hollriede – Moorburg – |
| L 25  | L 27 in Greetsiel – L 4 in Eilsum |
| L 26  | L 4 – Wirdum – in Upgant-Schott |
| L 27  | L 5 in Norden – Mittelmarsch Ennenga – Westermarsch I – Neuwesteel – L 25 in Greetsiel |
| L 30  | – Langholt – Burlage – Bockhorst – Esterwegen – Lattensberg – Heidbrücken – L 32 – Lorup – L 63 – L 62 – L 53 in Werlte |
| L 31  | in Weener – Stapelmoor – Diele – Brual – L 52 in Rhede (Ems) |
| L 32  | L 30 in Heidbrücken – Breddenberg – L 62 in Börger |
| L 34  | in Aurich – Egels – Sandkrug – Osterfeld – Brockzetel – Wiesedermeer – L 12 – Upschört – Wiesede – |
| L 39  | (Niederlande) – Staatsgrenze – L 42 – Westenberg – Gildehaus – Bad Bentheim – Schüttorf – L 68 – – Salzbergen – Landesgrenze – (L 501 in Nordrhein-Westfalen) |
| L 40  | – Elbergen – Bernte – Leschede – L 58 – Emsbüren – in Schüttorf |
| L 42  | L 39 – Bardel – Landesgrenze – (L 572 in Nordrhein-Westfalen) |
| L 43  | (Niederlande) – Staatsgrenze – Vennebrügge – Itterbeck – in Uelsen |
| L 44  | (N 853 in der Provinz Drente, Niederlande) – Staatsgrenze – Emlichheim (– Abzweig zur ) – Ringe – L 46 – Hoogstede – Berge – Esche – Veldhausen – L 45 – Neuenhaus – |
| L 45  | L 44 in Veldhausen – Grasdorf – L 67 – Wietmarschen – in Lohne |
| L 46  | L 44 in Ringe – Neuringe – Twist-Bült – L 47 |
| L 47  | (N 863 in der Provinz Drente, Niederlande) – Staatsgrenze – L 46 – Twist – Rühlerfeld – – L 48 – in Meppen |
| L 48  | in Heede – Dersum – Walchum – L 59 – Sustrum – Niederlangen – L 53 – Oberlangen – Haren (Ems) – Wesuwe – Versen – Groß Fullen – Klein Fullen – L 47 – Rühle – Klein Hesepe – Groß Hesepe – L 67 – Dalum – Altenlingen – Lingen (Ems) – L 60 – /                                |
| L 50  | (N 365 in der Provinz Groningen, Niederlande) – Staatsgrenze – / |
| L 51  | in Papenburg – Splitting – Börgermoor – – Surwold – Börgerwald – Börger – L 62 – Werpeloh – L 53 in Sögel |
| L 52  | (N 969 in der Provinz Groningen, Niederlande) – Staatsgrenze – – Rhede (Ems) – L 31 – Aschendorf – |
| L 53  | L 48 in Niederlangen – Lathen – – Dünefehn – Lathen-Wahn – L 51 – Sögel – L 54 – L 67 – Ostenwalde – Werlte Bahnhof – L 30 in Werlte |
| L 54  | L 53 in Sögel – Klein Berßen – L 61 – in Haselünne |
| L 55  | Werlte – Wehm – Wieste – Vinnen – Herßum – Holte-Lastrup – Herzlake – L 102 – Dohren – |
| L 56  | – L 58 – Freren – Landesgrenze – (L 595 in Nordrhein-Westfalen) |
| L 57  | in Baccum – Messingen – L 58 – Beesten – Schapen – Landesgrenze – (L 504 in Nordrhein-Westfalen) |
| L 58  | L 40 in Emsbüren – Leschede – Helschen – Hesselte – Lünne – Messingen – L 57 – L 56 in Freren |
| L 59  | L 48 in Walchum – Steinbild – in Kluse |
| L 60  | – Schepsdorf – Lingen – L 48 – Gauerbach – Langen – Lengerich – L 66 – Handrup – – L 73 – L 102 – Berge – Dalvers – Andorf – L 74 – Menslage – Bottorf – in Quakenbrück |
| L 62  | in Aschendorf – Aschendorfermoor – Neulehe – Neubörger – Börger – L 51 – L 32 – Spahnharrenstätte – L 30 in Werlte |
| L 65  | L 53 – Eisten – Hüven – Lähden – in Haselünne |
| L 66  | in Bawinkel – Gersten – L 60 – Lengerich – |
| L 67  | / in Nordhorn – L 45 – Wietmarschen – Großer Sand – Dalum – L 48 – Geeste – Osterbrock – in Bawinkel |
| L 68  | L 39 in Schüttorf – Samern – Ohne – Landesgrenze – (L 567 in Nordrhein-Westfalen) |
| L 70  | in Ankum – Tütingen – Westerholte – – Ueffeln – Neuenkirchen – Landesgrenze – (L 796 in Nordrhein-Westfalen) |
| L 71  | L 71 in Handweiser – Voltlage – Weese – Landesgrenze – (L 603 in Nordrhein-Westfalen) |
| L 72  | in Fürstenau – Poggenort – Emskamp – Landesgrenze – (L 593 in Nordrhein-Westfalen) |
| L 73  | L 60 – Bippen – L 102 – Döthen – Eggermühlen – L 74 in Ankum |
| L 74  | L 838 in Löningen – Böen – Schelmkappe – Menslage – L 60 – Nortrup – Ankum – L 73 – |
| L 76  | in Ankum – Alfhausen – – L 107 – Neuenkirchen – Vörden – L 846 – L 78 – Campemoor – L 79 |
| L 77  | (L 584 in Nordrhein-Westfalen) – Landesgrenze – Achmer – in Bramsche |
| L 78  | L 76 in Vörden – Lappenstuhl – Engter – L 87 – – L 109 in Wallenhorst |
| L 79  | L 87 – Venne – – L 76 – Hunteburg – L 80 – Landesgrenze – (L 766 in Nordrhein-Westfalen) |
| L 80  | L 846 in Damme – Südfelde – Hunteburg – L 79 – |
| L 81  | – Bohmte – L 85 – Landesgrenze – (L 770 in Nordrhein-Westfalen) |
| L 82  | (L 767 in Nordrhein-Westfalen) – Landesgrenze – Heithöfen – Wimmer – |
| L 83  | in Rabber – Barkhausen – Buer – L 92 – L 106 – L 90 – Wetter – Köttebrink – – Riemsloh – L 91 – Schiplage-St. Annen – L 95 – Landesgrenze – (L 859 in Nordrhein-Westfalen) |
| L 84  | L 85 in Wehrendorf – Bad Essen – Essenerberg – Oberholsten – L 90/L 92 in Oldendorf |
| L 85  | L 81 in Bohmte – Wehrendorf – – L 84 – Wehrendorferberg – Mönkehöfen – Schledehausen – L 87 – Wissingen – L 90 – Bissendorf – – L 95 |
| L 87  | L 78 in Engter – Evinghausen – L 79 – Icker – L 109 – Belm – – Wulften – L 105 – L 85 in Schledehausen |
| L 88  | (L 595 in Nordrhein-Westfalen) – Landesgrenze – – Eversburg – in Osnabrück |
| L 89  | (L 555 in Nordrhein-Westfalen) – Landesgrenze – Natrup-Hagen – L 95 – Hasbergen – Hellern – |
| L 90  | in Osnabrück – Lüstringen – Jeggen – Wissingen – L 85 – Westerhausen – Oldendorf – L 84 – L 92 – L 93 – Melle – Eicken-Bruche – L 106 – L 83 – Wetter – Bruchmühlen – Landesgrenze – (L 546 in Nordrhein-Westfalen)                                                            |
| L 91  | in Melle – Altenmelle – L 701 – L 83 – Riemsloh – Landesgrenze – (L 712 in Nordrhein-Westfalen) |
| L 92  | L 84/L 90 in Oldendorf – Ostenwalde – Buer – L 83 – Markendorf – Linken – Landesgrenze – (L 876 in Nordrhein-Westfalen) |
| L 93  | L 90 – L 108 – L 94 – Melle – Altenmelle – Sondermühlen – Eickholt – Küingdorf – L 95 – Landesgrenze – (L 647 in Nordrhein-Westfalen) |
| L 94  | in Glandorf – Schierloh – L 98n – Bad Laer – L 98 – L 100 – Bad Rothenfelde – Dissen am Teutoburger Wald – Wellingholzhausen – L 95 – – L 93/L 108 in Melle |
| L 95  | L 89 in Natrup-Hagen – Gellenbeck – Hagen am Teutoburger Wald – L 96 – Georgsmarienhütte – Kloster Oesede – L 85 – – Borgloh – Allendorf – L 108 – Wellingholzhausen – L 94 – Kerßenbrock – Küingdorf – L 93 – Holterdorf – Neuenkirchen – L 701 – L 83 in Schiplage-St. Annen |
| L 96  | L 95 in Hagen am Teutoburger Wald – in Bad Iburg |
| L 97  | in Bad Iburg – L 98 – Glane – Sentrup – Remsede – Hilter am Teutoburger Wald – |
| L 98  | (L 591 in Nordrhein-Westfalen) – Landesgrenze – Bad Iburg – L 97 – – L 97 – Glane – L 98n – L 94 in Bad Laer |
| L 98n | L 98 – L 94 |
| L 102 | L 55 in Herzlake (– Abzweig zur ) – Hölze – Aselage – Börstel – L 60 – Berge – Bippen – L 73 – Klein Bokern – Schwagsdorf – – L 71 in Handweiser |
| L 104 | in Ueffeln – Achmer – L 77 – (jetzt K 135 im Landkreis Osnabrück) |
| L 105 | in Ostercappeln – L 87 in Wulften |
| L 106 | L 83 – L 90 |
| L 108 | L 95 – L 93/L 94 in Melle |
| L 109 | (K 23 im Kreis Steinfurt, Nordrhein-Westfalen) – Landesgrenze – Dörnte – Hollage – Wallenhorst – – L 78 – Rulle – Icker – L 87 – Vehrte – |
| L 337 | L 875 – Bezirksgrenze – L 337 im Bezirk Hannover |
| L 338 | L 872/L 873 – Wildeshausen – Mahlstedt – Wohlde – Harpstedt – L 341 – L 776 – Dünsen – Kirchseelte – Bezirksgrenze – L 338 im Bezirk Hannover |
| L 340 | L 776 in Holzhausen – Brammer – Bezirksgrenze – L 340 im Bezirk Hannover |
| L 341 | L 338 in Harpstedt – Groß Köhren – Beckeln – Bezirksgrenze – L 341 im Bezirk Hannover |
| L 342 | L 344/L 881 in Goldenstedt – Bezirksgrenze – L 342 im Bezirk Hannover |
| L 344 | L 342/L 881 in Goldenstedt – Varenesch – Lahrheide – Bezirksgrenze – L 344 im Bezirk Hannover |
| L 701 | L 91 – Insingdorf – Neuenkirchen – L 95 – Landesgrenze – (L 859 in Nordrhein-Westfalen) |
| L 776 | L 875/L 887 in Delmenhorst – – Adelheide – L 874 – – Groß Ippener – Klein Ippener – Harpstedt – L 338 – Holzhausen – L 340 – Bezirksgrenze – L 776 im Bezirk Hannover |
| L 807 | – Sillenstede – Wehlens – Sengwarden – L 810 |
| L 808 | in Carolinensiel – Friedrich-August-Groden – Sophiensiel – Neugarmssiel – Altgarmssiel – L 809 – Wichtens – Wegshörne – Wiefels – |
| L 809 | L 808 in Altgarmssiel – Groß Werdum – Klein Werdum – Landeswarfen – Höhenkirchen – Gottels – Wiarden – L 810 |
| L 810 | Horumersiel – Kaisershof – L 809 – Rittershausen – Wuppelser Altendeich – L 812 – Hooksiel – L 807 – L 811 – – L 814 |
| L 811 | L 810 – Fedderwardergroden |
| L 812 | L 810 – Haddien – Waddewarden – Brakerei – Neuenkrug – Bohneterei – |
| L 813 | – Jever – Cleverns – Sandelerhorsten – Sandelerburg – Sandeler Möns – L 11 in Rispel |
| L 814 | L 807 in Sillenstede – Grafschaft – Accum – Langewerth – L 810 – in Wilhelmshaven |
| L 815 | – Sande – Blauhand – L 816 – Driefel – Zetel – Klein Schweinebrück – Neuenburg – – Collstede – L 816 – Moorwinkelsdamm – Eggelogerfeld – Jührdenerfeld – Linswege – L 820 – Westerstede – Rostrup – Bad Zwischenahn – L 831 – L 825 – Kayhausen –                              |
| L 816 | L 815 in Blauhand – Steinhausen – Bockhorn – Grabstede – L 815 |
| L 818 | – L 819 in Obenstrohe |
| L 819 | in Varel – Obenstrohe – L 818 – Altjührden – Conneforde – L 820 in Spohle |
| L 820 | L 829 in Godensholt – Ocholterfeld – Ocholt – Mansie – Westerstede – L 821 – L 815 – – Linswege – Spohle – L 824 – L 819 – Herrenhausen – – L 825/L 862 in Heubült |
| L 821 | L 21 – – Stickhausen – Detern – Holtgast – Vreschen-Bokel – Augustfehn – L 827 – Apen – Espern – Westerloy – Seggern – Haarfurth – L 820 in Westerstede |
| L 824 | L 820 in Spohle – Dringenburg – Mollberg – Wiefelstede – L 825 – Bokeler Mühle – L 826 – Borbeck – in Oldenburg (Oldb) |
| L 825 | L 820/L 862 in Heubült – Bekhausen – Hahn – – Wiefelstede – L 824 – – Aschhauserfeld – L 815 in Bad Zwischenahn |
| L 826 | L 824 – Nuttel – Leuchtenburg – |
| L 827 | L 18 in Hollen – Südgeorgsfehn – Bokelermoor – Augustfehn – L 821 – L 829 in Nordloh |
| L 828 | L 831 in Edewecht – Jeddeloh I – Friedrichsfehn – Wildenloh – / in Oldenburg (Oldb) |
| L 829 | / in Wittensand – Bollingen – Elisabethfehn Dreibrücken – Barßelermoor – Barßel – L 832 – L 827 – Nordloh – Godensholt – L 820 – Wittenberge – Westerscheps – Osterscheps – L 831 in Edewecht                                                                                  |
| L 831 | L 815 in Bad Zwischenahn – Ekern – Portsloge – Edewecht – L 828 – L 829 – Süddorf – – Edewechterdamm – Altenoythe – L 832 – Friesoythe – L 835 – – Barkentange – Ellerbrock – L 63 – Markhausen – Markatal – Neumarkhausen – Peheim – L 836 – L 839 in Osterlindern            |
| L 832 | L 829 in Barßel – Lohe – Harkebrügge – – Kampe – L 831 in Friesoythe |
| L 834 | L 836 in Molbergen – Ermke – Klein Roscharden – L 837 in Lastrup |
| L 835 | L 831 in Friesoythe – Bösel – L 847 in Garrel |
| L 836 | L 63 in Lorup – Rastdorf – Vrees – Peheim – L 831 – Grönheim – Molbergen – L 834 – in Cloppenburg – … – L 842 – – Emstek – |
| L 837 | L 834 in Lastrup – – Suhle – Hemmelte – – Warnstedt – Elsten – Hochelsten – Vestrup – L 842 |
| L 838 | in Löningen – 74 – Altenbunnen – L 840 |
| L 839 | L 831 in Osterlindern – Lindern – Marren – Garen – in Löningen |
| L 840 | L 838 – Neuenbunnen – |
| L 842 | L 836 – Cappeln – Tenstedt – Osterhausen – L 837 – Bakum – Elmelage – L 843 |
| L 843 | Essen – Bevern – Lüsche – Hausstette – – L 842 – L 848 – |
| L 845 | L 861 – Dinklage – Lohne (Oldenburg) – L 848 – L 846 |
| L 846 | – Tonnenmoor – L 845 – Lohne (Oldenburg) – L 850 – Mühlen – Steinfeld (Oldenburg) – Damme – L 80 – L 851 – Hinnenkamp – L 76 in Vörden |
| L 847 | L 870 in Wardenburg – Littel – Nikolausdorf – Garrel – L 835 – L 871 – Varrelbusch – |
| L 848 | L 843 – L 845 in Lohne (Oldenburg) |
| L 849 | L 861 in Dinklage – in Holdorf |
| L 850 | L 846 – Kroge – |
| L 851 | in Holdorf – L 852 – Langenberg – L 846 in Damme |
| L 852 | L 851 in Holdorf – Fladderlohausen – L 107 |
| L 853 | L 846 in Damme – Oldorf – Dümmerlohausen – Bezirksgrenze – L 853 im Bezirk Hannover |
| L 855 | L 860 in Stollhamm – Norderseefeld – Seefeld – Schweieraußendeich – Norderschwei – Schwei – – Kötermoor – Frieschenmoor – L 863 – Ovelgönne – |
| L 858 | L 860 in Burhave – Sillens – Waddens – Schneewarden – Syubkelhausen – in Rahden |
| L 859 | L 860 – Niens – Langwarden – Mürrwarden – Ruhwarden – Düke – Tossens – Eckwarden – Roddens – Iffens – L 860 in Stollhamm |
| L 860 | L 859 – Burhave – L 858 – Stollhamm – L 859 – L 855 – Moorsee – Abbehausen – in Ellwürden |
| L 861 | L 75 – Dinklage – L 849 – L 845 – Marschendorf – L 848 |
| L 862 | – Jaderaußendeich – L 863 – Jade – L 864 – Jaderberg – L 820/L 825 in Heubült |
| L 863 | L 862 – Neustadt – L 886 – L 855 |
| L 864 | L 862 – Jaderkreuzmoor – Salzendeich – – Oberhörne – Niederhörne – Nordermoor – Eckfleth – Dalsper – Burwinkel – Kortendorf – L 865 in Huntorf |
| L 865 | in Oldenburg (Oldb) (– Abzweig zur ) – Bornhorst – Klein Bornhorst – Moordorf – Butteldorf – Huntorf – L 864 – Huntebrück Nord – |
| L 866 | in Oldenburg (Oldb) – – Ortbulten – Oberhausen – Holle – Köterende – L 867 – Neuenhuntorf – Neuenhuntorfersiel – Huntebrück Süd – |
| L 867 | L 866 in Köterende – Neuenhuntorfermoor – Neuenkoop – L 868 – Hude (Oldenburg) – Bookholzberg – – Nutzhorn – Schierbrok – Delmenhorst – L 887 – / |
| L 868 | in Oldenburg (Oldb) – L 872 – L 871 – Hurrel – L 867 – Hude (Oldenburg) – Neuenkoop – Glüsing – Berne – |
| L 870 | in Oldenburg (Oldb) – Kreyenbrück – Tungeln – Wardenburg – L 847 – Sage – L 871 – Regente – Ahlhorn – Gartherfeld – – in Schneiderkrug |
| L 871 | L 847 in Garrel – Beverbruch – Bissel – – Sage – L 870 – Großenkneten – Döhlen – Huntlosen – Sandhatten – Kirchhatten – L 872 – Schmede – Munderloh – Altmoorhausen – L 868 |
| L 872 | L 868 – Kirchhatten – L 871 – L 888 – Rhade – Neerstedt – Aschenstedt – L 338/L 873 in Wildeshausen |
| L 873 | in Schneiderkrug – Erlte – Visbek – L 880 – Lüerte – Wildeshausen – L 882 – L 338 – L 872 – / |
| L 874 | in Hoyerswege – L 776 in Adelheide |
| L 875 | Weserfähre Blumenthal () – Motzen – Harmenhausen – – Bardewisch – L 885 – Altenesch – Ochtum – Deichhausen – Sandhausen – L 877 – Neuendeel – Delmenhorst – L 887 – L 776 – – L 337                                                                                            |
| L 877 | L 875 in Sandhausen – Landesgrenze – (Bremen) |
| L 880 | Ahlhorn – Visbek – L 873 – L 882 in Goldenstedt |
| L 881 | in Vechta – Holzhausen – Amerbusch – L 882 – Goldenstedt Heide – L 342/L 344 in Goldenstedt |
| L 882 | L 873 in Wildeshausen – Kleinenkneten – Hanstedt – Ellenstedt – Ambergen – Goldenstedt – L 880 – L 881 |
| L 885 | Weserfähre Vegesack–Lemwerder () – Lemwerder – L 875 |
| L 886 | L 863 in Neustadt – Colmar – Stuckhausen – |
| L 887 | / – Bookhorn – Delmenhorst – L 867 – L 776 – L 875 – Landesgrenze – (Bremen) |
| L 888 | L 872 in Kirchhatten – Dingstede – Steinkimmen – |
| L 889 | – Golzwarden – Weserfähre |